# Solomutterschaft
Solomutterschaft, auch  Solo-Mutterschaft, bezeichnet eine Familienform, bei der eine Frau allein eine Familie gründet.

## Mutterschaft
Eine Solomutterschaft bedeutet, dass eine alleinstehende Frau (ohne Partner oder Partnerin) die Entscheidung trifft, ein Kind zu bekommen und großzuziehen, in dem Wissen, dass sie alleiniger Elternteil ihres Kindes ist und keine Unterstützung (emotional oder finanziell) vom biologischen Vater des Kindes zu erwarten hat. Das Kind kann durch eine Samenspende gezeugt werden, die sowohl von einem anonymen als auch von einem offenen Samenspender stammen kann. Auch kann die Solomutterschaft durch eine Adoption zustande kommen. Der entscheidende Unterschied zum Familienmodell der Co-Elternschaft besteht darin, dass es keinen zweiten Elternteil gibt, der anteilig Verantwortung für dieses Kind trägt. Besteht ein Kontakt zwischen dem biologischen Vater und seinem Kind durch eine gemeinsame Elternvereinbarung und/oder durch finanzielle Unterstützung, fällt diese Situation nicht in die Kategorie der Solomutterschaft.
Im englischen Sprachraum ist der Begriff der Solomutterschaft seit vielen Jahren als „Single Motherhood“,  „Single Mother by Choice“ (SMBC) geläufig, dazu wurde der Verein Single Mothers by Choice gegründet.
Die Solomutterschaft ist eine bewusst gewählte Familienform der alleinerziehenden Mutter. Diese Mütter werden auch als Solomütter bezeichnet. Der englischsprachige Begriff „Single Mom by Choice“ wird gelegentlich auch im deutschen Sprachraum genutzt.
In Deutschland setzt sich mittlerweile der Verein Solomütter Deutschland e.V. für die Abschaffung von Diskriminierung von Solomüttern ein und fördert die Aufklärung über dieses Familienmodell.

## Rechtlicher Rahmen bei Reproduktionsmedizin
Während sich Solomutterschaft früher viel im Graubereich bewegte, ist der rechtliche Rahmen zur Samenspende bei Solomutterschaft in Deutschland mit Einführung des Samenspenderegistergesetz 2018 nun eindeutig geregelt: Es gibt keinerlei Einschränkung bei der Behandlung, d. h. dass Ärzte auch alleinstehende Frauen mithilfe einer Samenspende behandeln dürfen. Gleichzeitig kann der Samenspender, solange sein Samen im Rahmen eines medizinischen Rahmens verwendet wird, nicht als juristischer Vater festgestellt werden kann, d. h. auf ihn können keine Vaterschaftspflichten oder -rechte übergehen (siehe § 1600d Abs. 4 BGB).  Die durch das Berufsrecht der Ärzte vorgegebene Empfehlung, alleinstehende Frauen nicht zu behandeln, wurde ebenfalls gestrichen und eine Behandlung ist deutschlandweit erlaubt. Solange also der Weg über eine Kinderwunschklinik und Samenbank erfolgt, ist eine Vaterschaft des Samenspenders eindeutig ausgeschlossen und Unterhalts-,  Sorgerechts- oder Erbansprüche können nicht geltend gemacht werden. Hingegen bestand bei Samenspende vor der Einführung des Samenspenderegistergesetz sowie bei privaten Samenspenden keine rechtliche Sicherheit.
In skandinavischen Ländern wie Dänemark stellt die Behandlung alleinstehender Frauen kein Problem dar. Dort werden von Krankenhäusern nach der Samenspende auch Solomüttergruppen eingerichtet, in denen sich Frauen gegenseitig beraten und unterstützen können. Allerdings können beispielsweise in Dänemark die Samenspender entscheiden, ob sie später für das Kind identifizierbar sind oder anonym bleiben. Es ist daher wichtig, dass Solofrauen dies bei der Entscheidung des Behandlungslandes berücksichtigen.

## Kritik
Von Seiten der Wissenschaft wird darauf hingewiesen. dass eine Solomutterschaft für das Kind negative Auswirkungen haben könnte. Die Stellungnahme der Leopoldina fasst diese Bedenken folgendermaßen zusammen: Das Kind könnte „im Hinblick auf die elterliche Sorge sowohl in erzieherischer als auch in ökonomischer Hinsicht weniger gut abgesichert, und das Risiko eines seelischen oder materiellen Nachteils für das so gezeugte Kind“ höher ausfallen. Hingegen lassen erste Studien vermuten, dass sich diese Kinder ebenso gut entwickeln, wie Kinder, die ohne eine Spende gezeugt wurden, auch wenn es hier noch keine Langzeitstudien gibt. Die bislang vorliegenden Studien weisen eine unauffällige Entwicklung der so gezeugten und aufwachsenden Kinder auf. Allerdings stehen Verlaufsstudien und Studien von älteren Kindern noch aus.

## Dokumentationen
- Solomütter – Mit Samenspende schwanger werden, Film von Yvonne Rüchel, 2020[22][23]
- 37 Grad Leben: Solo-Mütter, Film von Christian David, 2022[24]